# Caucalières
Caucalières ist eine französische Gemeinde mit 288 Einwohnern (Stand: 1. Januar 2022) im Département Tarn in der Region Okzitanien (vor 2016 Midi-Pyrénées). Sie gehört zum Arrondissement Castres und zum Kanton Mazamet-1 (bis 2015 Mazamet-Sud-Ouest). Die Einwohner werden Caucaliérois genannt.

## Lage
Caucalières liegt an den nordwestlichen Ausläufern der Montagne Noire (dt. „Schwarzes Gebirge“). Die Gemeinde befindet sich etwa zehn Kilometer südöstlich von Castres. Umgeben wird Caucalières von den Nachbargemeinden Valdurenque im Norden, Payrin-Augmontel im Osten, Aiguefonde im Süden, Labruguière im Westen sowie Castres und Lagarrigue im Westen und Südwesten.

## Bevölkerungsentwicklung
| 1962                      | 1968 | 1975 | 1982 | 1990 | 1999 | 2006 | 2013 |
| ------------------------- | ---- | ---- | ---- | ---- | ---- | ---- | ---- |
| 230                       | 238  | 213  | 206  | 245  | 297  | 309  | 304  |
| Quelle: Cassini und INSEE |      |      |      |      |      |      |      |

## Sehenswürdigkeiten
- Kapelle Notre-Dame-de-Sanguinou